# Histopona isolata
Histopona isolata là một loài nhện trong họ Agelenidae.
Loài này thuộc chi Histopona. Histopona isolata được Christa L. Deeleman-Reinhold miêu tả năm 1983.